# Andrea Bafile
Andrea Bafile (Monticchio di Bagno, 7 octobre 1878 – Cortellazzo, 12 mars 1918) est un militaire italien. Lieutenant naval plusieurs fois décoré de la Regia Marina, il participe à la Première Guerre mondiale où il se distingue particulièrement. Il obtient le commandement d'un train armé, du torpilleur Ardea, et après avoir participé en tant qu'observateur au bombardement aérien du Bocche di Cattaro avec Gabriele D'Annunzio (4-5 octobre 1917), au début de 1918, il assume le commandement intérimaire du régiment d'infanterie de marine San Marco. Il meurt au combat à Cortellazo (Jesolo en Vénétie) le 12 mars de la même année, recevant à titre posthume une médaille d'or pour la valeur militaire.

## Biographie
Aîné des douze enfants du docteur Vincenzo Bafile et de Maddalena Tedeschini-D'Annibale, frère du cardinal Corrado Bafile, Andrea Bafile est né à Monticchio di Bagno (L'Aquila) le 7 octobre 1878. En septembre 1896, il entre à l'Accademia Navale de Livourne (Toscane). Nommé enseigne le 21 décembre 1899, il est affecté à bord du cuirassé Lepanto, alors le vaisseau amiral de l'escadrille navale. Promu Sottotenente di vascello (équivalent d'Enseigne de vaisseau de 1re classe dans la marine française)  en 1902, il effectue de nombreuses missions sur d'autres navires (le cuirassé Sicilia, l'aviso Messaggero, le croiseur blindé Varèse, le navire de surveillance Eridanus, l'explorateur Aquila, le croiseur torpilleur Iris) au cours desquels il se consacre à l'artillerie marine, recevant de nombreuses distinctions du Conseil Supérieur de la Marine, en 1908, dont une mention élogieuse publique pour son étude sur les sites d'armes (Studio sui congegni di mira). Officier de la Regia Marina à partir de 1902, il est promu lieutenant en 1907.
Il sert sur le croiseur protégé Elba  pendant presque deux ans (août 1908 - avril 1910) et sur le cuirassé Vittorio Emanuele pendant les 12 mois suivants. Transféré en juillet 1911 à l' Arsenal de Venise, en tant que 1er Officier de la 1ère section technique de la Direction de l'Artillerie et des Armements, il est chargé de suivre les travaux de l'explorateur Quarto, lancé dans l'établissement militaire de la lagune en août de la même année. Embarqué comme directeur de la fusillade sur le même navire, il le sauve de l'incendie qui s'est déclaré à bord le 23 avril 1913, menaçant de le faire exploser ; pour cette action, il est décoré de la médaille d'argent de la valeur militaire le 27 juillet suivant par le roi Victor-Emmanuel III.
Il abandonne sa promotion en tant que capitaine de corvette et une affectation à l' état-major pour continuer à monter à bord de navires légers, d'abord comme commandant en second du destroyer Audace puis comme commandant du torpilleur Ardea jusqu'en juin 1917. Du 4 au 18 août 1916, il commande un train armé de la  Regia Marina  opérant sur la ligne Adriatique. Entre le 4 et le 5 octobre 1917, il participe en tant qu'observateur à l'attaque menée par 14 bombardiers trimoteurs Caproni Ca.33 du détachement AR dirigés par le major Armando Armani (it) et Gabriele D'Annunzio contre les Bouches de Kotor. Il y souffre d'une lésion de la cornée de l'œil gauche qui nuira à son activité aéronautique. Pour cette action, il reçoit la médaille de bronze de la valeur militaire. Malgré son infirmité partielle, vers la fin de 1917, il est envoyé sur le Piave aux commandes du bataillon de tirailleurs Monfalcone puis du bataillon d'assaut Caorle dans le régiment San Marco.
Il participe à la défense de Venise, menacée par les Autrichiens après la défaite de Caporetto : dans la nuit du 11 au 12 mars 1918, il réussit à traverser la Piave avec quatre autres marins pour effectuer une reconnaissance mais, en traversant à nouveau le fleuve, près de Cortellazzo (Jesolo), il est découvert et blessé. Parvenu à regagner les lignes italiennes, il meurt peu de temps après en raison de la gravité des blessures subies au combat.
La fin tragique d'Andrea Bafile suscite une grande émotion dans l'opinion publique et marque profondément les hommes à l'avant : au lendemain de la mort, le capitaine du navire Alfredo Dentice di Frasso propose de conférer une médaille d'or pour la valeur militaire à sa mémoire, la première médaille d'or du régiment San Marco.
Le 9 avril 1918, le bataillon Monfalcone prend le nom d'Andrea Bafile.

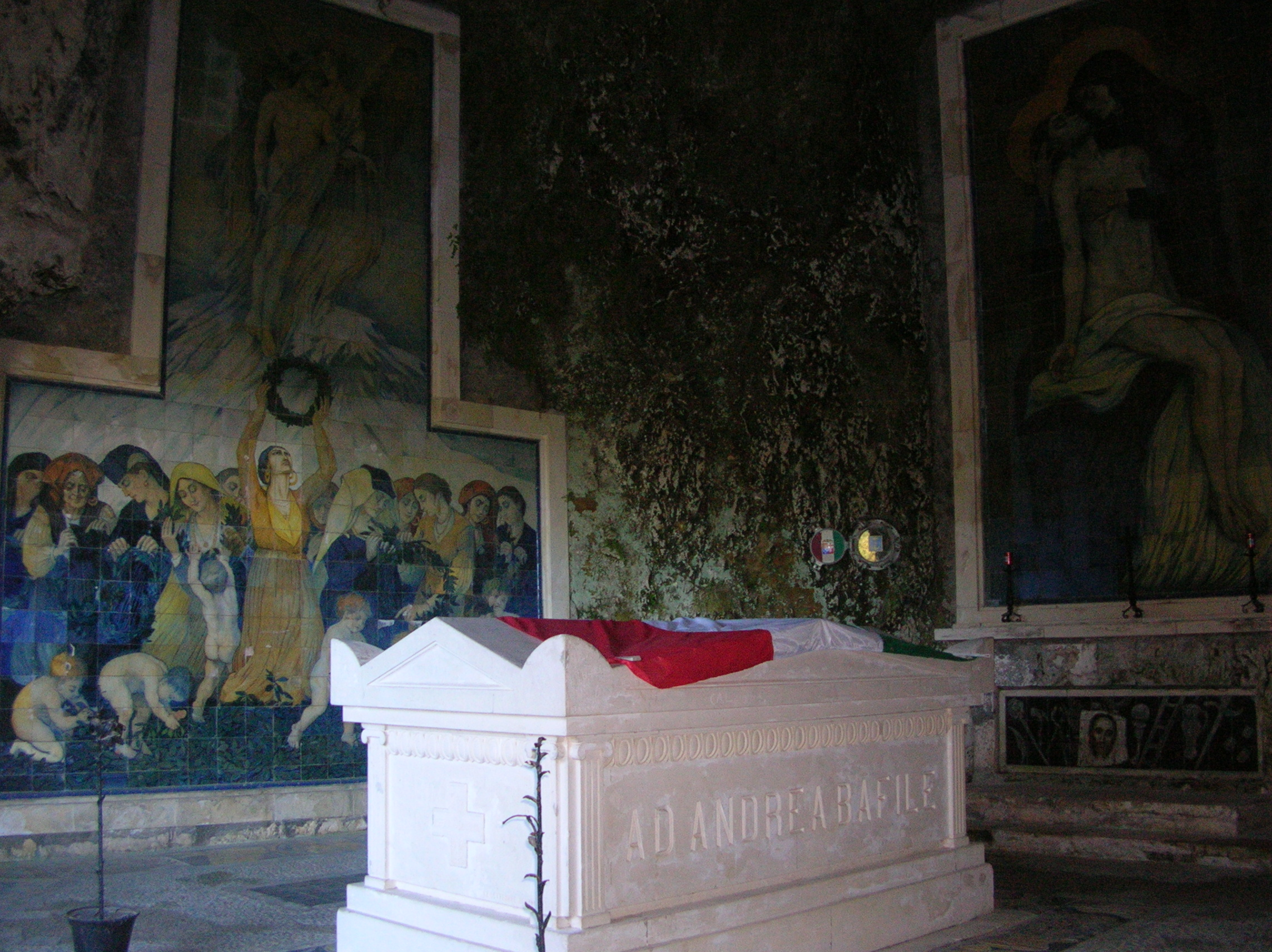
Tombe d'Andrea Bafile à l'intérieur du monument aux morts de la Majella.

Enterré dans le cimetière de Ca 'Gamba à Jesolo, son corps est ensuite exhumé et transporté avec les honneurs solennels dans les Abruzzes. À partir du 20 septembre 1923, ses restes reposent dans un sanctuaire taillé par le sculpteur Felice Giuliante (it) dans les roches de la Majella à Bocca di Valle, près de Guardiagrele (Chieti), pour commémorer les soldats tombés lors de la Première Guerre mondiale originaires des Abruzzes. Le sanctuaire comporte de précieux panneaux de céramique fabriqués par Basilio Cascella, restaurés par Bozzelli Luigi, et un autel sculpté dans la roche par Felice Giuliante.
En plus d'un lycée scientifique à L'Aquila, un bivouac (2,40 x 2,80 mètres de côté avec 9 lits) porte son nom, situé à une altitude de 2669 mètres sur la crête sud-est du pic central du Corno Grande du Gran Sasso d'Italia. Le refuge a été inauguré le 18 septembre 1966 par la section CAI de L'Aquila.
La Marine a donné son nom en sa mémoire, en 1968, à un navire de débarquement, L 9871, avec son badge optique, qui est resté en service jusqu'en 1981. Démantelé en 1985, il a ensuite été retiré en 1988 et démoli en 1990.
La compagnie d'opérations spéciales du régiment de San Marco et une caserne de la lagune de Malcontenta di Mira (VE) portent son nom.
Une rue de Rome, la rue principale du Lido di Jesolo et de nombreuses autres rues de villes et villages italiens ont pris son nom.